# Punga (mythologie)
Pour les articles homonymes, voir Punga.
Punga est un Dieu, fils de Tangaroa et ancêtre des reptiles, en particulier des lézards, et des animaux marins étranges tels que les requins et les raies dans la mythologie maorie.
Il est par extension l'ancêtre de toutes les choses déformées et laides. D'où l'expression Te aitanga a Punga (« progéniture de Punga »), utilisér pour décrire une personne laide.

## Étymologie
Comme il convient à un fils de Tangaroa, le nom de Punga a une origine maritime : dans la langue maorie, « punga » signifie « pierre d'ancrage ». Tangaroa a nommé Punga d'après la pierre d'ancrage de son canoë. En Polynésie tropicale, des mots apparentés font référence à la pierre de corail, également utilisée comme ancre.
Selon certaines versions, Punga est le fils de Rangi-potiki (père ciel) et de Papatūānuku (mère terre), dits Rangi et Papa, et un frère jumeau de Here. Dans une version de l'épopée de Tāwhaki (en) attribuée par White à la tribu Ngāti Hau (en), Punga est désigné comme un frère de Karihi (en) et Hemā (en) ; cependant, dans de nombreuses versions, il est le cousin des frères Karihi et Tāwhaki.

## Punga dans le Mythe de la création
Lorsque Tāwhirimātea (dieu des tempêtes) fait la guerre à ses frères pour la séparation de Rangi et Papa (ciel et terre), il déchaîne sa colère dans le ciel, sur la terre et dans les océans. Si bien que Tangaroa, le dieu de l'océan et le père de tous ceux qui y habitent, s'enfuit à travers les mers.
Ses descendant ne le suivent pas tout de suite : son fils, Punga, a lui-même deux enfants, Ikatere et Tū-te-wehiwehi, et ils doivent décider comment partir en sécurité et assurer leur survie,,. Ils ne se mettent pas d'accord : Tū-te-wehiwehi et ses enfants clament devoir rentrer en volant « vers l'intérieur », tandis qu'Ikatere et les siens réclament d'aller plutôt « vers la mer ». Ikatere avertit son frère en ces termes : « Vole vers l'intérieur des terres, et ton sort et celui de ta race sera que lorsqu'ils t'attraperont, avant que tu ne sois cuit, ils te découperont les écailles sur un brin de fougère sèche allumée. » Ce a quoi Tū-te-wehiwehi rétorque : « Le sort futur de ta race sera le suivant : lorsqu'ils serviront à chacun de petits paniers de nourriture végétale cuite, tu seras posé sur le dessus de la nourriture pour lui donner du goût. »
Mais les deux groupes se séparent finalement, Tū-te-wehiwehi et son groupe se réfugiant sur le rivage, vers les forêts et les broussailles — Tū-te-wehiwehi devient un reptile et l'ancêtre de tous les reptiles —, tandis que les autres se précipitent vers la mer : Ikatere devient un poisson et l'ancêtre de tous les poissons pendant que Punga devient l'ancêtre des animaux marins étranges. Cet épisode est appelé « la séparation de Tāwhirimātea »,,. Un dicton qui fait référence aux choix qu'ils ont faits pour leurs descendants dit ceci :
« Tāua ki uta, tāua ki te wai »
« Nous de la terre, nous de la mer. »
Après la colère de Tāwhirimātea, vient celle de Tūmatauenga, que tous ses frères ont abandonné seul face au premier en fuyant. Lors de sa vengeance, il dévore tous ses frères sauf Tāwhirimātea (qui lui résiste), et cet acte montre la voie aux humains, ses descendants, qui vont à la pêche : ils poursuivent la guerre contre la progéniture de Tangaroa, les poissons.

## Ailleurs en Polynésie
Dans certaines légendes hawaïennes, Hema et Punga sont les fils d'Aikanaka et de Hinahanaiakamalama.
Selon d'autres traditions, Punga est le fils aîné de Whaitiri, la déesse du tonnerre, et de son mari Kaitangata.

## Usage et postérité

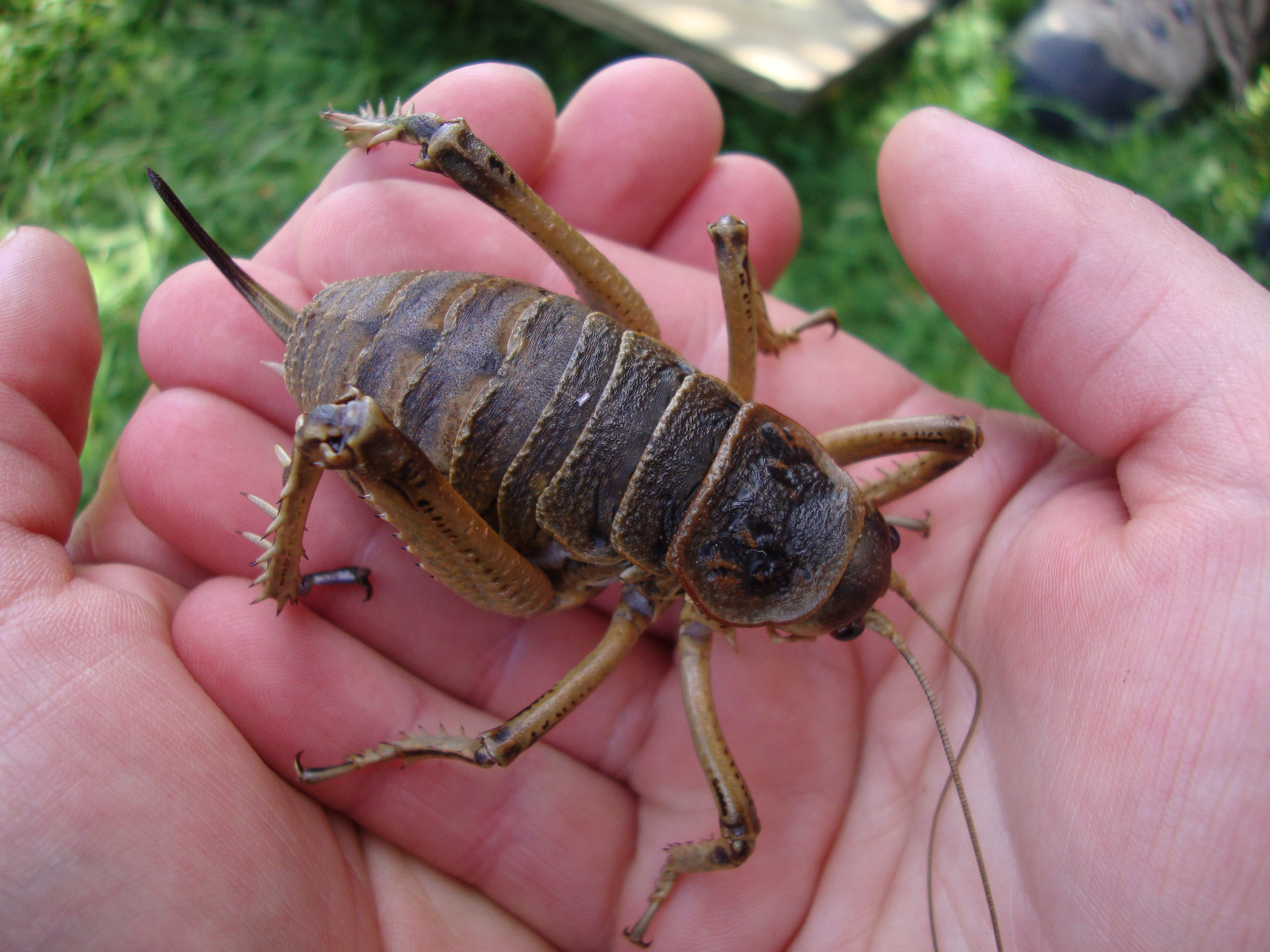
Deinacrida rugosa, espèce de wētā géant.

Dieu des animaux marins étranges, il devient par extension l'ancêtre de toutes les choses déformées et laides. Sa progéniture, appelée Te aitanga a Punga (« progéniture de Punga »), désigne traditionnellement un grand nombre de créatures : les lézards et les tuatara (à travers également son fils Tū-te-wehiwehi), les requins, différents poissons de mer et d'eau douce, les anguilles, les raies, les pieuvres, les insectes et divers oiseaux, considérés comme repoussants, laids ou offensants.
L'expression Te aitanga a Punga ou te whānau a Punga (toutes deux voulant dire « progéniture de Punga ») est devenue de nos jours une insulte utilisée pour décrire une personne laide, après avoir désigné « les personnes laides ou à la peau foncée, les personnes défavorisées ». L'insulte ne se limite pas à l'apparence physique : l'expression me aha hoki, ngā uri o Punga aruaru kai (« qu'importe, ce sont les descendants de Punga qui chassaient la nourriture ») décrit une personne à éviter lors d'un dîner, qu'elle soit égocentrique, raciste ou simplement grossière. Elle rappelle le comportement de Punga sous sa forme de requin : lorsqu'il s'approche de la nourriture, les autres poissons s'éloignent rapidement,.
Cette connotation est aussi utilisée pour nommer des insectes : les plus grosses espèces de wetas, des insectes indigènes de la Nouvelle-Zélande, sont appelées wētā géants ou wētā punga.